# مالک دیلمی

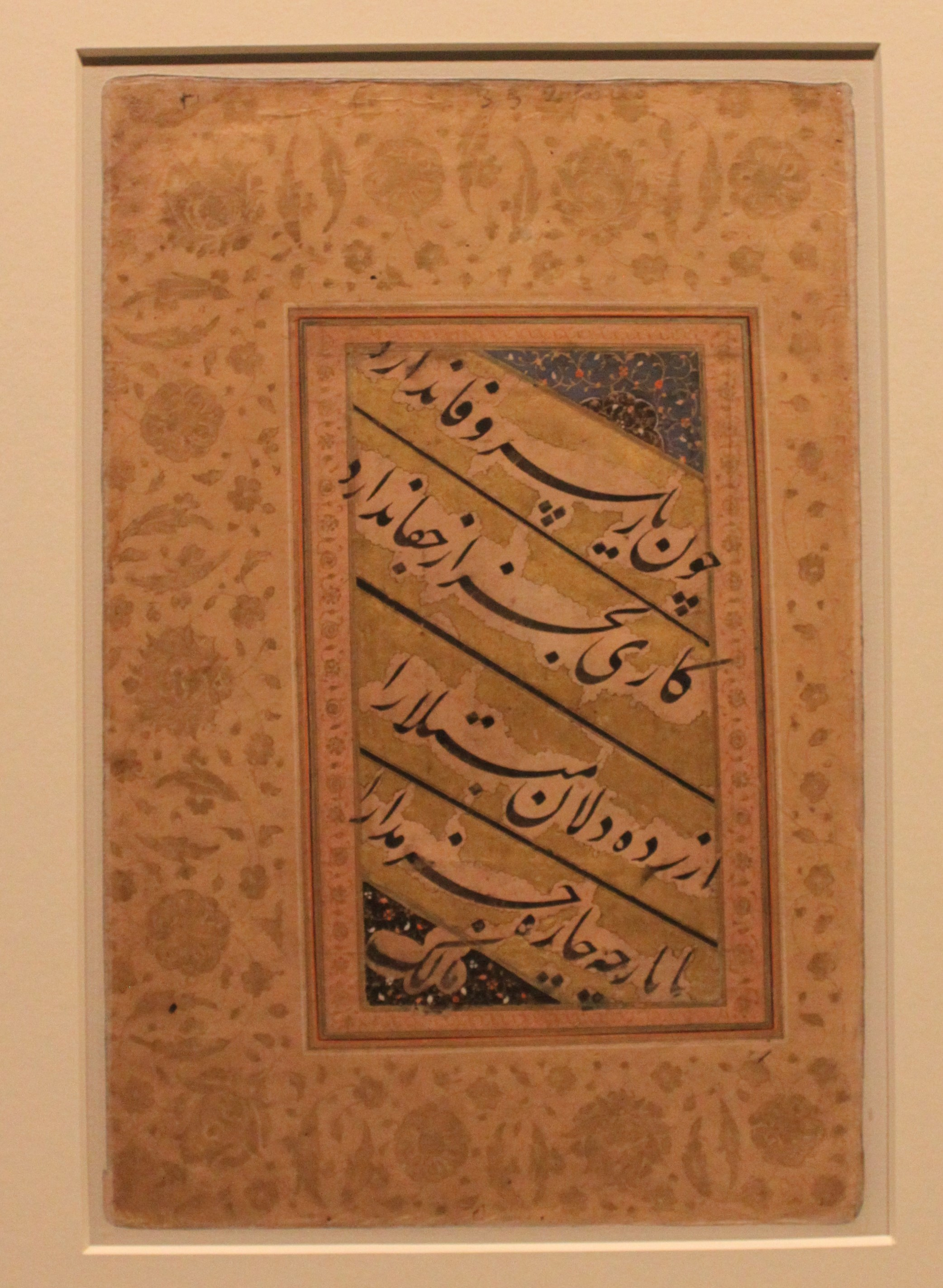
یک رباعی به خط مالک دیلمی در موزه لوور.

مولانا مالک دیلمی (۹۲۴-۹۶۹ ه‍.ق/۱۵۱۸-۱۵۶۲ م) از کاتبان و خوشنویسان اهل فیلواگوش قزوین در قرن دهم هجری است. او از خوشنویسان و نستعلیق‌نویسان زبردست به‌شمار می‌آید که خطوط جلی و خفی (درشت و ریز) را با مهارت و به درستی می‌نوشت.

## سرگذشت
مولانا مالک، معلم شاهزادهٔ صفوی، ابوالفتح سلطان ابراهیم میرزا بود. ابراهیم میرزا پسر بهرام میرزا و برادرزادهٔ سام میرزا، حامی جدی هنر در خاندان صفوی بود. ابراهیم میرزا احتمالاً به‌دلیل عدم روحیه جاه‌طلبی، موردعلاقه شاه طهماسب بود و در ۱۵۵۶م در سن سیزده سالگی دختر شاه یعنی گوهر سلطان را به عقد او درآوردند و به حکومت مشهد که محل سکنی و مدفن پدرش بود گماردند. او با خود مولانا مالک را به‌عنوان معلم نقاشی و سرپرست کتابخانه‌اش به‌مشهد برد. ولی پس از سه یا چهار سال مولانا مالک توسط شاه تهماسب برای نوشتن خط بر روی عمارت جدید سلطنتی به قزوین فراخوانده شد. این اتفاق نبایستی دیرتر از ۱۵۶۱م باشد او در این زمان مشغول نوشتن نسخه خطی هفت اورنگ جامی شد که خود یکی از مشهورترین نسخه‌های خطی گردید و اکنون در نگارخانه هنر فریر در واشنگتن است. اتمام این کتاب با بیست و هشت مینیاتوری که دارد نه سال طول کشید و کار خطاطی آن توسط جانشینانش مثل محب‌علی مسئول کتابخانه و رستم‌علی (که قبلاً برای بهرام میرزا کار می‌کرد)، عیشی از هرات و از همه مشهورتر شاه محمود نیشابوری پایان پذیرفت.
مالک تا اخرعمر در قزوین و در ملازمت شاه صفوی بود در آن شهر درگذشت و در همان جا به خاک سپرده شد.

## ویژگی‌های فردی
مالک هنرمندی مهربان و پرهیزکار بود؛ افزون بر استادی تام در خوشنویسی، شعر می‌گفت و در معما و موسیقی نیز سررشته داشت. وقت زیادی را صرف مطالعه می‌کرد و به اغلب علوم متداول زمان مسلط بود. و علوم عقلی را نزد جمال الدین محمود شیرازی فرا گرفت.

صادقی کتابدار دربارهٔ او می‌نویسد:«مولانا (مالک) به شدت مسلمان، خلیق و مهربان بود. اقسام خط را و به خصوص نستعلیق را خوب می‌نوشت و استاد خوشنویس زمان خود بود و تا حدی هم فاضل بود و طبع شعر ملایمی هم داشت...».

## اساتید

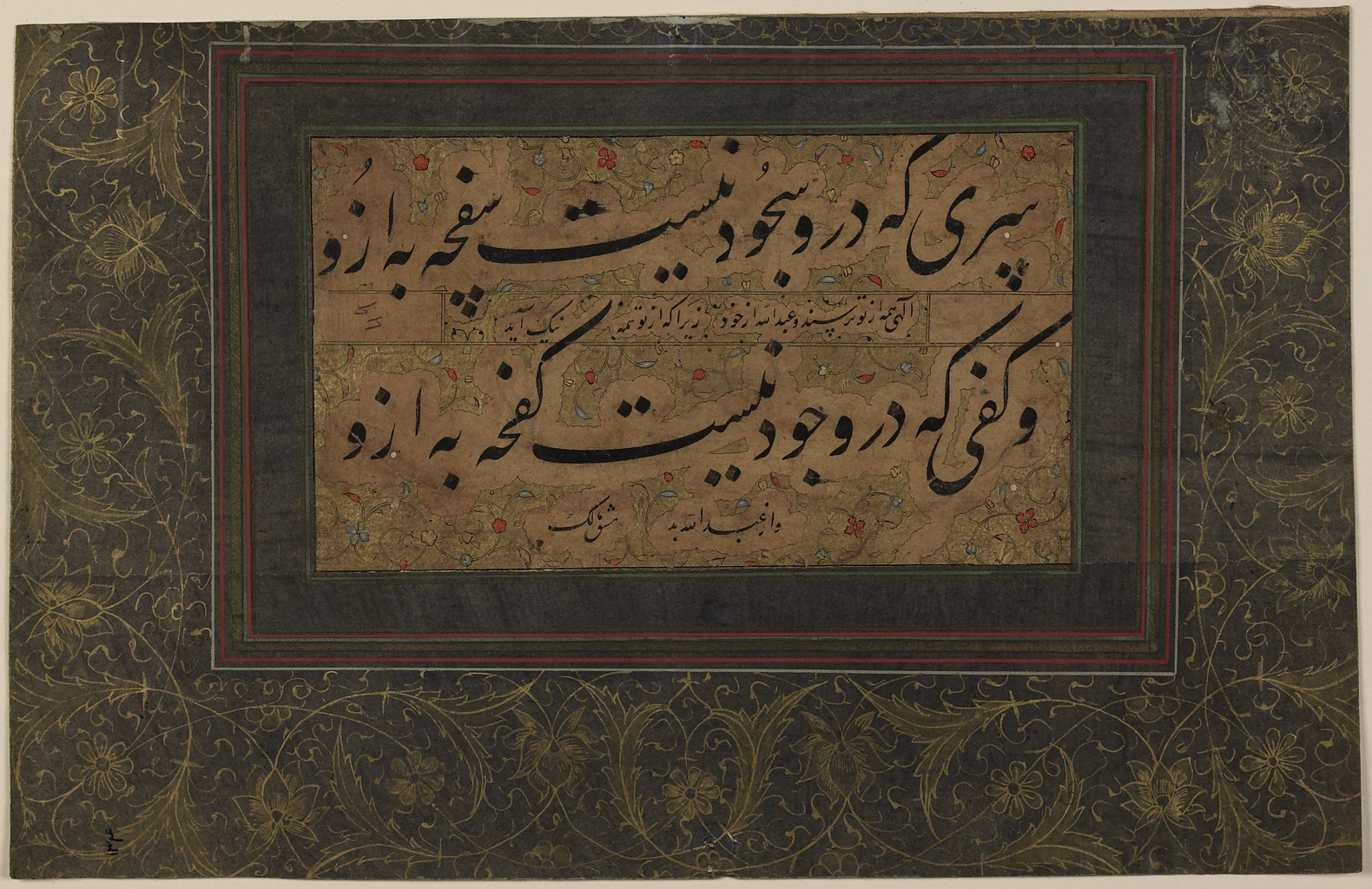
بندی از مناجات خواجه عبدالله انصاری به خط مالک دیلمی

در ابتدا نزد پدرش «شهره امیر» تعلیم خط ثلث و نسخ گرفت. بعدها به فراگرفتن نستعلیق پرداخت. مالک هنگامی که رستم علی و حافظ بابا جان به قزوین رفتند از ایشان تعلیم خط نستعلیق گرفت. 
مالک دیلمی را از جمله شاگردان میرعلی هروی ذکر کرده‌اند  یا حداقل از خطوط او بسیار مشق کرده بود

## شاگردان
از شاگردان وی نام محمد حسین تبریزی، شاه محمد مشهدی (جمال‌الدین محمد مشهدی)، عیشی و قطب‌الدین یزدی را ذکر کرده‌اند و سلطان ابراهیم میرزا صفوی و میر صدر الدین محمد نیز از شاگردان او گفته می‌شوند میرعماد بزرگترین نستعلیق‌نویس اعصار، مدتی خط نستعلیق را از مولانا مالک دیلمی تعلیم گرفته‌است.

## اشعار
ابیات زیر از اشعار اوست:
| رسید جلوه کنان سرو نو رسیده من      |  | رمید هوش و قرار از دل رمیده من    |
| تا به کی یار رقیب از بهر آزارم شوی؟ |  | کی بود کز بهر آزارش دمی یارم شوی؟ |

این مطلع نیز از اوست:
| بهر فریبم اول، دام وفا نهادی |  | پای دلم چو بستی، دست جفا گشادی |

## آثار
از آثار وی بسیار برجای مانده‌است که در موزه‌ها و مجموعه‌های شخصی نگهداری می‌شود و دکتر بیانی این‌ها را ذکر کرده‌است: 
یک مرقع ممتاز در استانبول، که به امر امیر حسین بیگ و به سرپرستی مالک دیلمی جمع‌آوری و تنظیم و تزئین شده و مالک خود بر آن مرقع دیباچه ومقدمه‌ای در ذکر ترجمهٔ احوال خوشنویسان و نقاشان و مذهبٌان و دیگر هنرمندان انشا کرده‌است و به قلم نستعلیق دو دانگ عالی کتابت نموده‌است. یک نسخه رسالهٔ «حسن و دل» فتاحی نیشابوری، به قلم کتابت جلی خوش، با رقم: ...سوده مالک، فی سنهٔ ۹۵۴«؛ یک نسخه مناجات حضرت امیر؛ به قلم سه دانگ و دو دانگ و نیم دو دانگ خوش، با رقم: مشقٌهٔ...مالک الدیلمی...بدارالسلطنه تبریز، فی سنهٔ ۹۵۵»؛ قطعه‌ای از مرقع مذکور که غزلی از خود اوست، با رقم: «مشقهٔ ناظمه، غفرذنوبه»؛ یک قطعه به قلم سه دانگ و کتابت خوش، که رقم آن به قلم رقاع کتابت عالی چنین نوشته شده: «نمقه...مالک دیلمی...سنهٔ تسع و ستیٌن و تسعمائهٔ».